# 二宮町
二宮町（にのみやまち）は、神奈川県の湘南地域西部に位置し、中郡に属する町。
町名は相模国の二宮である川勾神社があることに因む。
古くから「長寿の里」として知られる。

## 地理
南は相模湾に面し、海岸線と平行するように西湘バイパス・国道1号（東海道）・東海道本線が東西に横断する。北部は大磯丘陵（大磯地塊）とよばれるなだらかな丘陵地が東西に伸びており、この間を小田原厚木道路が通っている。町の中央部を葛川が、西部を中村川（河口付近では押切川）が流れている。
町の名前は、町内にある川勾神社が「相模国二之宮」であることに由来する。行政区域では湘南に属しているが、市町村合併、ごみ処理広域化などで合意に至らないことも多い。
1964年開通の太平洋横断海底ケーブルの、グアム - 日本線の終端陸揚地として、二宮中継所が置かれた。この海底ケーブル（電話換算で128回線分）の運用開始により、日米間の即時通話が可能になった。現在は光ファイバーケーブルに更新している。旧来のケーブルは1990年に運用を終了したが、現在は東京大学地震研究所に譲渡され、地震予知やプレートテクトニクスなどの研究に用いられている。相模トラフ沿いで発生すると考えられている巨大地震に対し対策が検討されている。2015年3月「津波浸水想定検討部会」は将来的な津波浸水予測を発表し、二宮町で17.1mの津波が襲う可能性を指摘し、ハザードマップの見直しが図られている。
郵便番号は以下の通りとなっている。二宮郵便局：259-01xx、255-00xx、255-85xx、255-86xx、255-87xx。

## 人口
| |                                        |  |
| 二宮町と全国の年齢別人口分布（2005年） | 二宮町の年齢・男女別人口分布（2005年） |  |
| ■紫色 ― 二宮町 ■緑色 ― 日本全国 | ■青色 ― 男性 ■赤色 ― 女性              |  |
| 二宮町（に相当する地域）の人口の推移 \| 1970年（昭和45年） \| 21,650人 \| \| \| 1975年（昭和50年） \| 24,859人 \| \| \| 1980年（昭和55年） \| 27,221人 \| \| \| 1985年（昭和60年） \| 28,936人 \| \| \| 1990年（平成2年） \| 29,415人 \| \| \| 1995年（平成7年） \| 30,576人 \| \| \| 2000年（平成12年） \| 30,802人 \| \| \| 2005年（平成17年） \| 30,247人 \| \| \| 2010年（平成22年） \| 29,522人 \| \| \| 2015年（平成27年） \| 28,378人 \| \| \| 2020年（令和2年） \| 27,564人 \| \| |                                        |  |
| 総務省統計局 国勢調査より |                                        |  |
| 1970年（昭和45年） | 21,650人                               |  |
| 1975年（昭和50年） | 24,859人                               |  |
| 1980年（昭和55年） | 27,221人                               |  |
| 1985年（昭和60年） | 28,936人                               |  |
| 1990年（平成2年） | 29,415人                               |  |
| 1995年（平成7年） | 30,576人                               |  |
| 2000年（平成12年） | 30,802人                               |  |
| 2005年（平成17年） | 30,247人                               |  |
| 2010年（平成22年） | 29,522人                               |  |
| 2015年（平成27年） | 28,378人                               |  |
| 2020年（令和2年） | 27,564人                               |  |

## 歴史
- 1889年（明治22年）4月1日 - 淘綾郡一色村・川匂村・中里村・二宮村・山西村、合併して吾妻村（あづまむら）となる。
- 1896年（明治29年）4月1日 - 郡の統合により中郡に所属[3]。
- 1935年（昭和10年）11月3月 - 町制施行と同時に改称し二宮町となる。（11月3日は町制記念日となっている）
- 2002年（平成14年）1月 「湘南市研究会」に参加（翌2003年5月26日解散）[4]
- 2024年（令和6年）8月30日 - 台風10号接近に伴う集中豪雨で葛川が氾濫。町内が冠水し、床上浸水する家屋が出る被害[5]。

## 行政
- 町長：村田邦子（2014年11月30日就任、2期目）

### 歴代首長
| 代    | 氏名       | 在任期間        |
| ----- | ---------- | --------------- |
| 初代  | 杉崎源蔵   | 1935年 - 1939年 |
| 2     | 小林善太郎 | 1939年 - 1941年 |
| 3     | 川上一郎   | 1941年 - 1945年 |
| 4     | 古澤鎮男   | 1945年 - 1947年 |
| 5     | 柳川菊太郎 | 1947年 - 1951年 |
| 6     | 池田計次郎 | 1951年 - 1952年 |
| 7     | 市川佐太郎 | 1952年 - 1955年 |
| 8-9   | 西山喜八郎 | 1955年 - 1962年 |
| 10-11 | 古澤新     | 1962年 - 1970年 |
| 12-16 | 柳川賢二   | 1970年 - 1990年 |
| 17-18 | 西山喜徳郎 | 1990年 - 1998年 |
| 19-20 | 古澤吉郎   | 1998年 - 2006年 |
| 21-22 | 坂本孝也   | 2006年 - 2014年 |
| 23    | 村田邦子   | 2014年 -        |

### 地区
- 二宮（にのみや） - 旧二宮村
  - 富士見が丘（ふじみがおか） - ニュータウン
- 中里（なかざと） - 旧中里村
- 一色（いしき） - 旧一色村
  - 緑が丘（みどりがおか） - ニュータウン
  - 百合が丘（ゆりがおか） - ニュータウン
- 山西（やまにし） - 旧山西村
- 川匂（かわわ） - 旧川匂村

## 議会

### 町議会
- 定数：14名
- 任期：2014年（平成26年）11月30日～2018年（平成30年）11月29日[6]
- 議長：添田孝司（無所属）
- 副議長：根岸ゆき子（無所属）

| 所属政党               | 議席数 | 議員名 |
| ---------------------- | ------ | --- |
| 無所属                 | 11     | 根岸ゆき子、前田憲一郎、桑原英俊、杉崎俊雄、善波宣雄、露木佳代、 野地洋正、小笠原陶子、栁川駅司、二見泰弘、添田孝司 |
| 公明党                 | 1      | 二宮節子 |
| 日本共産党             | 1      | 渡辺訓任 |
| 神奈川ネットワーク運動 | 1      | 一石洋子 |

### 神奈川県議会
2023年神奈川県議会議員選挙
- 選挙区：大磯町・二宮町選挙区
- 定数：1人
- 執行日：2023年4月9日
- 当日有権者数：51,349人
- 投票率：40.78％

| 候補者名 | 当落 | 年齢 | 党派名     | 新旧別 | 得票数   |
| -------- | ---- | ---- | ---------- | ------ | -------- |
| 吉川諭   | 当   | 40   | 無所属     | 新     | 10,481票 |
| 盛宏明   | 落   | 38   | 自由民主党 | 新     | 9,941票  |

2019年神奈川県議会議員選挙
- 選挙区：大磯町・二宮町選挙区
- 定数：1人
- 任期：2019年4月30日 - 2023年4月29日
- 執行日：2019年4月7日

| 候補者名   | 当落 | 年齢 | 所属党派 | 新旧別 | 得票数 | 備考                 |
| ---------- | ---- | ---- | -------- | ------ | ------ | -------------------- |
| 池田東一郎 | 当   | 57   | 無所属   | 現     | 無投票 | 2022年11月18日に辞職 |

### 衆議院
- 選挙区：神奈川15区（平塚市、茅ヶ崎市、中郡）→17区（2022年に変更）
- 任期：2021年10月31日 - 2025年10月30日
- 当日有権者数：473,497人
- 投票率：57.32％

| 当落 | 候補者名   | 年齢 | 所属党派                            | 新旧別 | 得票数    | 重複 |
| ---- | ---------- | ---- | ----------------------------------- | ------ | --------- | ---- |
| 当   | 河野太郎   | 58   | 自由民主党                          | 前     | 210,515票 | ○    |
|      | 佐々木克己 | 66   | 社会民主党                          | 新     | 46,312票  | ○    |
|      | 渡辺麻里子 | 45   | NHKと裁判してる党弁護士法72条違反で | 新     | 8,565票   |      |

## 経済

### 産業
農業
落花生(相州二宮落花生)・オリーブ(湘南オリーブ)・みかん(湘南ゴールド．温州みかん)など
- 1872年(明治5年)、二見庄兵衛が外国人からラッカセイ種子を入手し、試作した。明治15年、この匍匐性落花生から立落花生を選別した。
- 2004年、まだ関東地域でも誰もオリーブを栽培していない頃、濱田治雄が30本の苗木を植えたことからオリーブ栽培が始まった。

漁業
二宮漁港

## 教育

### 学校教育
町立のすべての小中学校において学校給食が実施されている。

#### 小学校
- 二宮町立二宮小学校
- 二宮町立一色小学校
- 二宮町立山西小学校

#### 中学校
- 二宮町立二宮中学校
- 二宮町立二宮西中学校
- 星槎学園中等部

#### 高等学校
- 神奈川県立二宮高等学校
- 星槎学園高等部湘南校

### 社会教育

#### ホール・集会場
- ラディアン（生涯学習センター）
- ふるさとの家

#### 図書館
- 二宮町立図書館（生涯学習センター内）[9]

#### 博物館
- 徳富蘇峰記念館

#### 美術館
- 町立ふたみ記念館

#### 公民館
- 二宮町公民館

#### 体育施設
- 二宮町立体育館
- 武道館
- 町民運動場
- 町民温水プール
- テニスコート

## 交通

### 鉄道路線
東日本旅客鉄道（JR東日本）
 東海道線・■上野東京ライン・ 湘南新宿ライン
- - 二宮駅 -

### バス路線
- 神奈川中央交通
  - 二宮駅（北口・南口） - 団地中央のバス停を中心にバス網が構成されている。
- 二宮町コミュニティバス
  - 平日の昼間に町内を巡回するコースで運行されている。神奈中が運行。

### 道路

#### 有料道路
- 小田原厚木道路（二宮IC）

ただし、二宮IC・大磯IC間は、料金所を通らないため、料金は不要となる。
- 西湘バイパス（西湘二宮IC）

ただし、大磯西ICから下り方面に行く場合は、西湘二宮ICと橘ICへの出口が無く、橘料金所を過ぎないとバイパスから出られないため有料となるが、橘料金所を過ぎてからバイパスに入れる橘ICからの上り方面は、各ICから出ることができる。つまり、橘ICから大磯（東・港・西）ICの上り区間は無料となる。
- 隣接する中井町に東名高速道路秦野中井インターチェンジがある。

#### 一般国道
- 国道1号（東海道）

#### 都道府県道
- 主要地方道
  - 神奈川県道71号秦野二宮線
- 一般県道
  - 神奈川県道703号二宮停車場線
  - 神奈川県道709号中井羽根尾線（小田原市との境界線上に終点の交差点が位置するのみ）

## 不祥事

### 30年以上に渡る残業代の部分的未払い
2018年9月18日、町は30年以上前からある一定時間を超えた残業時間に対して残業代を払ってこなかったことを明らかにした。
時間外手当を月20時間、年240時間を上限とし、それを超える部分において遅くとも1987年から支払ってこなかったという。
記録が残っている部分だけで、過去五年間で延べ449人に約1億1330万円が支給されなかった。

## 名所・旧跡・観光スポット・祭事・催事
- 川勾神社 - 二宮町の名の由来。
- 吾妻神社
- 吾妻山公園 - 古墳時代後期から奈良時代に造られた横穴墓群。鉄砲田、大日ヶ窪、鶴巻田、八重久保、谷戸入、倉上、古屋敷古墳群が現存する。大日ヶ窪古墳群は、緑が丘地区が造成されたときに、保存状態が良いものを残し、潰された。現在は、古墳公園として、その跡地を残している。
- 神奈川園芸試験場跡 - 湘南レッドなどが開発された。現在その土地は生涯学習センター、果樹公園となっている。
- 徳富蘇峰記念館 - 蘇峰の秘書塩崎彦市が、昭和44年に自宅敷地内に建設したもの。蘇峰宛の書簡約4万6千通、『近世日本国民史』『蘇峰自伝』など蘇峰の著作を中心とした図書約1万点などを所蔵している。
- せせらぎ公園 - 「かながわ花の名所100選」に選出されている。

## 出身者・在住者

### 出身者
- 米田純 - 楽天イーグルス取締役球団代表。
- 鈴木真理 - 自転車競技選手。アテネオリンピック代表。
- 諸星裕 - 元桜美林大学副学長。
- 谷八郎 - 中央競馬調教師。
- 二見利節 - 画家。
- 安田美香 - フリーアナウンサー。
- 姉崎吾郎 - プロレスレフェリー。
- 細谷将司 - バスケットボール選手。
- 繁田隼 - 野球選手。
- 大儀見元 - ミュージシャン・打楽器奏者。

### 在住者
過去に在住していた人を含む。
- 萩本欽一 - お笑いタレント。東京都台東区出身。二宮町に自宅がある。
- 舞出長五郎 - 経済学者。
- 市川三升 - 歌舞伎役者。療養のため晩年を過ごした。
- 園田孝吉 - 外交官・実業家。
- 伊藤道学 - 僧侶・宗教社会学者。
- 杉田つる - 医師・歌人。
- 柴野拓美 - 小隅黎・SF作家・翻訳家。1977年より在住だった[12]。

#### 戦時中に二宮町に疎開した人
- 山川方夫 - 小説家。東京市下谷区出身。二宮駅前で事故にあい死亡。
- 山川秀峰 - 画家。
- 吉田五十八 - 建築家。
- 高木敏子 - 作家。疎開時の経験をもとに『ガラスのうさぎ』を発表。

## 二宮町を舞台にした作品
- 浮世絵

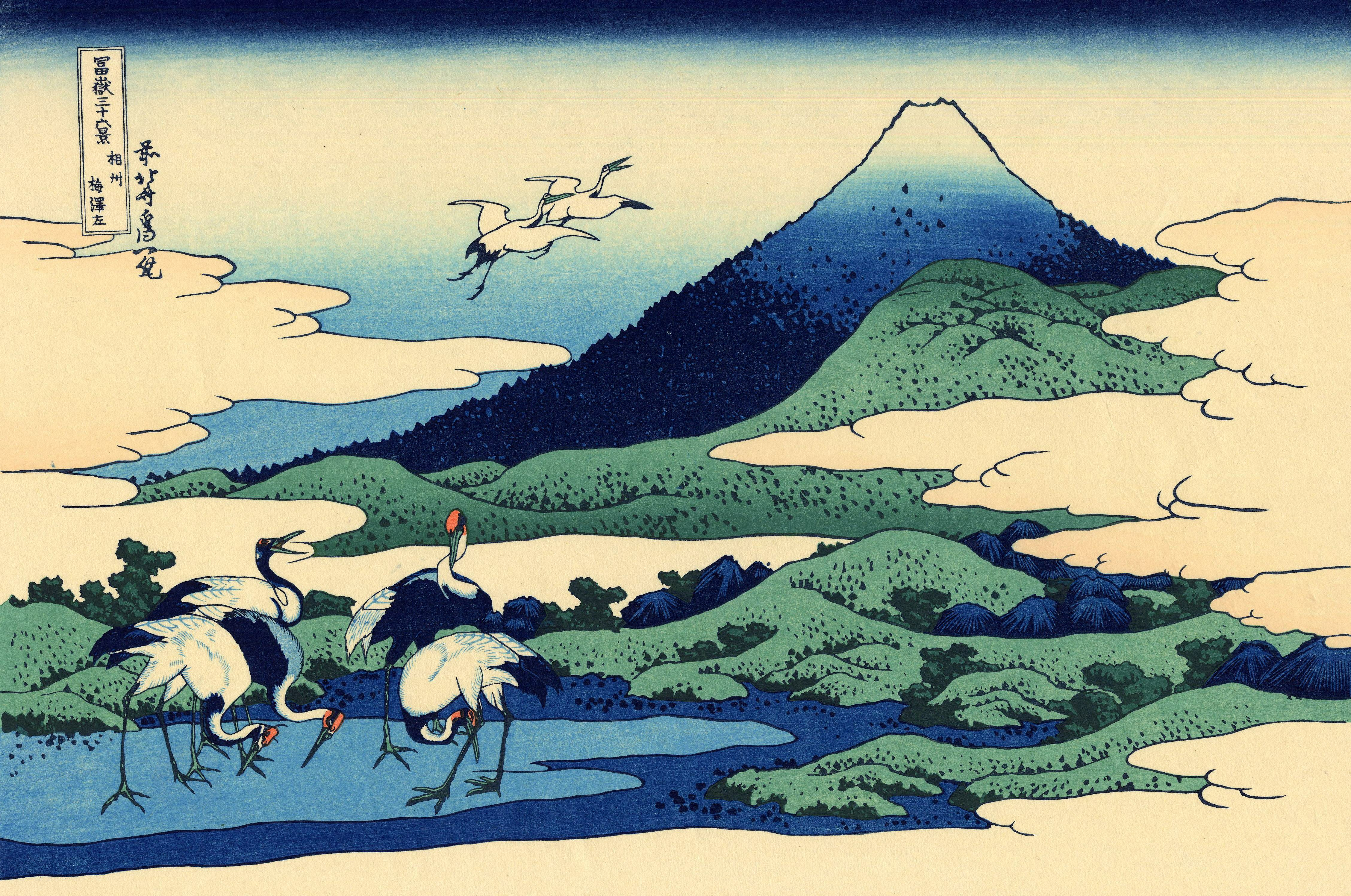
『富嶽三十六景』より『相州梅沢左』

  - 『富嶽三十六景』より『相州梅沢左』（葛飾北斎）
- 小説
  - 山川方夫『夏の葬列』[13]
  - 山川方夫『最初の秋』[14]
  - 高木敏子『ガラスのうさぎ』
  - 林芙美子『うず潮』
  - 杉本苑子『逢魔の辻』